# Gió mậu dịch

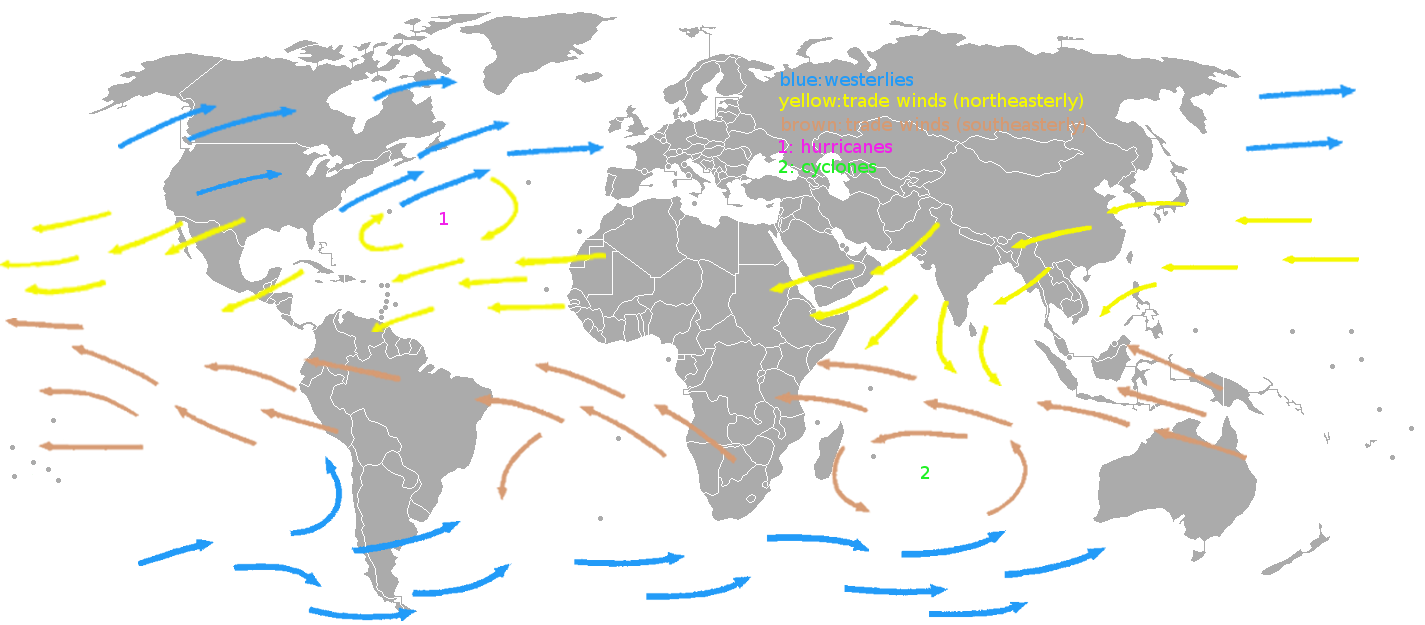
Gió Tây ôn đới (mũi tên màu xanh) và gió mậu dịch (mũi tên màu vàng)

Gió mậu dịch hay gió tín phong (tiếng Anh: trade wind hay passat, bắt nguồn từ passar trong tiếng Bồ Đào Nha) là gió thổi thường xuyên trong những miền Cận Xích đạo. Gió mậu dịch thổi từ những miền áp cao ở các vĩ độ ngựa về vùng áp thấp xung quanh xích đạo.
Gió bắt đầu từ Đại áp cao cận nhiệt đới ở cả 2 bán cầu.
Trên Bắc bán cầu thì đây là những luồn gió thổi chủ yếu theo hướng (chiều) Đông Bắc đến Tây Nam, còn trên Nam bán cầu là hướng (chiều) Đông Nam đến  Tây Bắc (do ảnh hưởng của lực Coriolis).(Co-rio-lis)
Trong những miền cận xích đạo, gió mậu dịch đến từ hai bán cầu gặp nhau tạo thành những dòng đối lưu bốc lên cao (vì vậy mà ở sát mặt đất thì yên lặng, hoặc gió thổi yếu). Nó tạo thành cái gọi là đới hội tụ liên chí tuyến (ITCZ).
Gió mậu dịch thường xuất hiện vào mùa hè, thổi về hướng Đông ở tầng có độ cao trên 2 cây số phía trên xích đạo. Còn ở tầng cao hơn nữa thì lại có những luồng gió "mậu dịch ngược" thổi về hướng Tây. Đây là hệ quả của sự tuân thủ theo định luật bảo toàn động lượng trong chuyển động quay.
Gió mậu dịch còn được gọi là gió tín phong (tín nghĩa là tin tưởng) là vì vào thời xưa người châu Âu và Trung Quốc đã dùng các đợt gió mậu dịch để giong buồm buôn bán trên con đường tơ lụa trên biển, với sự xuất hiện của những cơn gió này thì việc làm ăn, buôn bán, giao thương được thuận lợi.